# Mabillon (metrostation)
Mabillon is een station voor lijn 10 van de metro in Parijs.
Het station is naar de geleerde benedictijnermonnik Jean Mabillon (1672-1707) genoemd, grondlegger van de paleografie en de oorkondeleer.
Het station is in dezelfde stijl als de meeste metrostations in Parijs gebouwd, met dezelfde muurtegels in het hele gewelf. Er liggen twee perrons.
Boulogne - Pont de Saint-Cloud · 
Boulogne - Jean Jaurès · 
Porte d'Auteuil · 
Michel-Ange - Auteuil · 
Église d'Auteuil · 
Michel-Ange - Molitor · 
Chardon-Lagache · 
Mirabeau · 
Javel - André Citroën · 
Charles Michels · 
Avenue Emile Zola · 
La Motte-Picquet - Grenelle · 
Ségur · 
Duroc · 
Vaneau · 
Sèvres - Babylone · 
Mabillon · 
Odéon · 
Cluny - La Sorbonne · 
Maubert - Mutualité · 
Cardinal Lemoine · 
Jussieu · 
Gare d'Austerlitz